# Квинт Волузий Сатурнин (консул 92 года)
Квинт Волузий Сатурнин (лат. Quintus Volusius Saturninus) — римский политический деятель конца I века.
Сатурнин происходил из старинного преторского рода Волузиев. Его отцом был консул 56 года Квинт Волузий Сатурнин, матерью — Нония Торквата, а братом консул 87 года Луций Волузий Сатурнин. В 92 году он был назначен на должность ординарного консула вместе с императором Домицианом. Возможно, около 119 года Сатурнин вошёл в состав жреческой коллегии арвальских братьев.